# Паровоз Фт4
Паровоз Фт4 — узкоколейный танк-паровоз с осевой формулой 0-3-1.
Выпускался в Финляндии на заводе Tampella специально для поставки в СССР в качестве репарации Финляндии Советскому Союзу.

## Конструкция
Паровоз имел три движущие колёсные пары с поддерживающей одноосной тележкой под топливным ящиком. Для облегчения прохождения кривых малого радиуса колёса средний ведущей пары были выполнены без реборд.
Топливный ящик выступал за раму над буфером, что создавало опасность получения сцепщиком травмы при соединении локомотива с составом.
Паровая машина работала на насыщенном паре. Паровоз был оборудован тормозами с рычажной передачей и керосиновым освещением. Дымовая труба оснащалась искрогасителем.
Конструкция паровоза была устаревшей для 1945 года. Условия работы паровозной бригады были тяжёлыми в связи с теснотой будки, небольшим размером и неудобным расположением шуровочного отверстия топки. Кроме того, полностью отсутствовала теплоизоляция лобового листа топки.

## Эксплуатация
В СССР паровозы Фт4 работали в лесной и торфяной промышленности, а также на предприятиях, производящий строительные материалы (например, паровоз за № 014 работал на цементном заводе в г. Спасск-Дальний).

## Музейный экспонат
До настоящего времени сохранился один паровоз в Переславском железнодорожном музее. В отличие от серийных машин, Фт4-028 ещё до передачи в музей был переделан для работы на жидком топливе, оборудован паровоздушным насосом для питания локомотивного и поездного тормозов и турбогенератором для электроосвещения. Стандартный тандем-насос от ширококолейного паровоза был установлен в левой части освободившегося угольного ящика. Главные резервуары тормозной системы укреплены на крыше будки, а запа́сный — под топливным ящиком с правой стороны. К ручному локомотивному тормозу был добавлен пневматический, а дымовая труба с искрогасителем заменена на обычную.
В 2009 году в ходе реставрации все перечисленные выше усовершенствования были демонтированы. Паровоз приведён максимально близко к оригинальному виду.